# Protidricerus exilis
Protidricerus exilis is een insect uit de familie van de vlinderhaften (Ascalaphidae), die tot de orde netvleugeligen (Neuroptera) behoort. 
Protidricerus exilis is voor het eerst wetenschappelijk beschreven door McLachlan in 1894.